# Viság
Viság (románul Vișagu) falu Romániában Kolozs megyében.

## Lakossága
1850-ben 360 román lakosa volt. 1910-ben az 1286 főre duzzadt településen 11 magyar élt (6 fő zsidó származású), de ezt követően már nem találunk magyarokat. 1992-ben 481 román lakost számoltak a településen. 
1850-ben a 360 fő görögkatolikus élt a faluban. 1910-ben már az 1251 görögkatolikus mellett 24 ortodox, 5 református és 6 izraelita hívőt számoltak. 1992-ben 479 ortodox és 2 görögkatolikus lélek élt a faluban.

## Története
Fatemploma hozzávetőleg 1880-ból származik.
1900-ban Székelyjó egy részt hozzácsatolták.
A falu a trianoni békeszerződésig Kolozs vármegye Bánffyhunyadi járásához tartozott.